# Patrick Bresnan
Patrick Bresnan est un réalisateur américain de documentaires.

## Biographie
Après avoir travaillé pendant vingt ans comme ouvrier dans le bâtiment, Patrick Bresnan a produit et réalisé - avec sa compagne Ivete Lucas - plusieurs documentaires de court ou long métrage.
Selon Mathis Badin, le film consacré aux élèves du lycée de Pahokee, en Floride (Pahokee, une jeunesse américaine,), est marqué par l'influence de Frederick Wiseman.

## Filmographie
Tous les films ont été coréalisés avec Ivete Lucas, à l'exception de The Rabbit Hunt.

### Courts métrages
- 2016 : The Send-Off
- 2017 : Roadside Attraction
- 2017 : The Rabbit Hunt
- 2018 : Skip Day[5]
- 2021 : Happiness is a Journey

### Longs métrages
- 2015 : One Big Misunderstanding
- 2019 : Pahokee, une jeunesse américaine
- 2022 : Naked Gardens